# Наваррете, Армандо
Армандо Наваррете Гарсия (исп. Armando Navarrete García; 22 ноября 1980, Хакона-де-Планкарте, Мексика) — мексиканский футболист, вратарь клуба «Венадос».

## Клубная карьера
Наваррете — воспитанник клуба «Атлас». В 2000 году в матче против «Пуэблы» он дебютировал в мексиканской Примере. Армандо быстро завоевал место в основе и в 2002 году стал одним из лучших игроков команды. В 2003 году он вновь остался вне основы и на правах аренды перешёл в «Толуку», где безуспешно пытался конкурировать с многолетней легендой клуба Эрнаном Кристанте. В 2004 году Наваррете потребовал от «Атласа» гарантий игровой практики и был вновь отдан в аренду, его новым клубом стал «Веракрус». В 2005 году он вернулся из аренды, но принял участие всего в семи играх подменяя травмированного Антонио Переса Дельгадильо.
В 2006 году Наваррете перешёл в столичную «Америку», став единственной трансферной удачей клуба, так как переход Сирило Сауседо сорвался в последний момент. Армандо стал хорошей заменой уехавшему на чемпионат мира в Германию Гильермо Очоа. В том же году для получения игровой практики Армандо на правах аренды недолго играл за «Сакатепек». После того, как Очоа перешёл во французский «Аяччо», Наваррете стал основным вратарём. Первый же сезон в основе вышел неудачным и он покинул команду.
В начале 2012 года Наваррете перешёл в «Атланте». 8 января в матче против «Гвадалахары» он дебютировал за клуб из Канкуна. Летом того же года Армандо присоединился к «Некаксе». 21 июля в матче против Лобос БУАП он дебютировал за новую команду. Летом 2013 года Наваррете вернулся в элиту, подписав контракт с «Пуэблой». 24 июля в матче Кубка Мексики против «Кафеталерос де Патачула» он дебютировал за новый клуб. Армандо играл только в кубковых матчах поэтому по окончании сезона попросил отпустить его за игровой практикой. Летом 2014 года Наваррете был отдан в аренду в «Ирапуато». 20 июля в матче против «Алебрихес де Оахака» он дебютировал за новую команду. Летом 2015 на правах аренды перешёл в «Симарронес де Сонора». 26 июля в поединке против «Алебрихес де Оахака» он дебютировал за клуб.
Летом 2016 года Наваррете покинул «Пуэблу» и подписал контракт с «Сакатепеком». Свой дебютный сезон он отыграл без замен.